# Шушь (приток Тубы)
Шушь (Шуша, в верховье — Большая Шушь) — река, правый приток Тубы, протекает по территории Идринского и Курагинского районов Красноярского края в России. Длина реки — 127 км, площадь водосборного бассейна — 2180 км².

## Описание
Шушь начинается на высоте примерно 750 м над уровнем моря, к северу от горы Синюха. Генеральным направлением течения реки является юго-запад. Около посёлка Усть-Шушь Шушь впадает в Тубу на высоте 257 м над уровнем моря.

## Данные водного реестра
По данным государственного водного реестра России относится к Енисейскому бассейновому округу, водохозяйственный участок реки — Енисей от впадения реки Абакан до Красноярского гидроузла, речной подбассейн реки — Енисей между слиянием Большого и Малого Енисея и впадением Ангары. Речной бассейн реки — Енисей.
Код водного объекта в государственном водном реестре — 17010300312116100017997.